# Liste des ministres d'État de Belgique
Liste des Ministres d'État :
| Date de nomination | Nom                                           | Naissance - décès |
| ------------------ | --------------------------------------------- | ----------------- |
| 12 novembre 1831   | Comte Félix de Merode                         | 1791-1857         |
| 12 novembre 1831   | Chevalier Barthélemy de Theux de Meylandt     | 1794-1874         |
| 12 novembre 1831   | Comte Félix De Mûelenaere                     | 1794-1862         |
| 17 septembre 1832  | Général comte Albert Goblet d'Alviella        | 1790-1873         |
| 8 août 1834        | Auguste Duvivier                              | 1772-1846         |
| 19 août 1836       | Baron Louis Évain                             | 1775-1852         |
| 19 juin 1845       | Baron Jean-Baptiste Nothomb                   | 1803-1881         |
| 30 juillet 1845    | Baron Édouard d'Huart                         | 1800-1884         |
| 12 août 1845       | Édouard Mercier                               | 1795-1879         |
| 12 août 1847       | Charles Liedts                                | 1802-1878         |
| 12 août 1847       | Henri de Brouckère                            | 1801-1891         |
| 6 juin 1856        | Baron Jules d'Anethan                         | 1803-1888         |
| 6 juin 1856        | Adolphe Dechamps                              | 1807-1875         |
| 6 juin 1856        | Comte Charles Le Hon                          | 1792-1868         |
| 12 novembre 1857   | Joseph Lebeau                                 | 1794-1865         |
| 12 novembre 1857   | Noël Delfosse                                 | 1801-1858         |
| 3 juin 1861        | Walthère Frère-Orban                          | 1812-1896         |
| 4 novembre 1861    | Baron Adolphe de Vrière                       | 1806-1885         |
| 13 mai 1863        | Prince Eugène de Ligne                        | 1804-1880         |
| 13 mai 1863        | Sylvain Van de Weyer                          | 1802-1874         |
| 6 juin 1863        | Constant d'Hoffschmidt                        | 1804-1873         |
| 4 janvier 1868     | Charles Rogier                                | 1800-1885         |
| 4 janvier 1868     | Alphonse Vandenpeereboom                      | 1812-1884         |
| 24 juillet 1870    | Jules Malou                                   | 1810-1886         |
| 7 juillet 1872     | Comte Barthélemy Dumortier                    | 1797-1878         |
| 1er mai 1875       | Vicomte Charles Vilain XIIII                  | 1803-1878         |
| 1er mai 1875       | Hubert Dolez                                  | 1808-1880         |
| 7 janvier 1879     | François D'Elhoungne                          | 1815-1892         |
| 7 janvier 1879     | Auguste Orts                                  | 1814-1880         |
| 18 juin 1884       | Eudore Pirmez                                 | 1830-1890         |
| 25 janvier 1885    | Baron Auguste Lambermont                      | 1819-1905         |
| 20 mai 1888        | Philippe Marie Victor Jacobs                  | 1838-1891         |
| 20 mai 1888        | Charles Delcour                               | 1811-1889         |
| 9 juin 1890        | Vicomte Théophile de Lantsheere               | 1833-1918         |
| 9 juin 1890        | Comte Charles de Merode-Westerloo             | 1824-1892         |
| 9 juin 1890        | Baron Henri t'Kint de Roodenbeke-de Naeyer    | 1817-1900         |
| 15 novembre 1891   | Comte de Jonghe d'Ardoye                      |                   |
| 15 novembre 1891   | Jules Guillery                                | 1824-1902         |
| 15 novembre 1891   | Comte Charles Woeste                          | 1837-1922         |
| 28 mars 1894       | Auguste Beernaert                             | 1829-1912         |
| 28 mars 1894       | Jules Lejeune                                 | 1828-1911         |
| 9 novembre 1897    | Pierre Tack                                   | 1818-1910         |
| 24 janvier 1899    | Comte Paul de Smet de Naeyer                  | 1843-1913         |
| 7 mai 1900         | Joseph Devolder                               | 1842-1919         |
| 7 mai 1900         | Charles Graux                                 | 1837-1910         |
| 7 mai 1900         | Jules Vandenpeereboom                         | 1843-1917         |
| 8 novembre 1904    | Fulgence Masson                               | 1854-1942         |
| 1er mai 1907       | Baron Paul de Favereau                        | 1856-1922         |
| 1er mai 1907       | Jules Van den Heuvel                          | 1854-1926         |
| 6 mai 1907         | François Schollaert                           | 1851-1917         |
| 6 mai 1907         | Comte Jules Greindl                           | 1835-1917         |
| 6 mai 1907         | Émile Dupont                                  | 1834-1912         |
| 22 février 1912    | Baron Julien Liebaert                         | 1848-1930         |
| 23 février 1912    | Gérard Cooreman                               | 1852-1926         |
| 23 février 1912    | Joris Helleputte                              | 1852-1925         |
| 23 février 1912    | Xavier Neujean                                | 1840-1914         |
| 23 février 1912    | Louis Huysmans                                | 1844-1915         |
| 14 août 1912       | Baron Louis de Sadeleer                       | 1852-1924         |
| 14 août 1912       | Paul Janson                                   | 1840-1913         |
| 2 août 1914        | Paul Hymans                                   | 1865-1941         |
| 4 août 1914        | Émile Vandervelde                             | 1866-1938         |
| 26 juillet 1915    | Baron Eugène Beyens                           | 1855-1934         |
| 31 mai 1918        | Comte Charles de Broqueville                  | 1860-1940         |
| 21 novembre 1918   | Paul Segers                                   | 1870-1946         |
| 21 novembre 1918   | Comte Henry Carton de Wiart                   | 1869-1951         |
| 21 novembre 1918   | Vicomte Aloys Van de Vyvere                   | 1871-1961         |
| 21 novembre 1918   | Ernest Solvay                                 | 1838-1922         |
| 21 novembre 1918   | Michel Levie                                  | 1851-1939         |
| 21 novembre 1918   | Adolphe Max                                   | 1869-1939         |
| 21 novembre 1918   | Émile Francqui                                | 1862-1935         |
| 21 novembre 1918   | Paul Van Hoegaerden                           | 1858-1922         |
| 21 novembre 1918   | Vicomte Paul Berryer                          | 1868-1936         |
| 21 novembre 1918   | Léon Colleaux                                 | 1865-1950         |
| 21 novembre 1918   | Louis Bertrand                                | 1866-1941         |
| 2 juin 1920        | Jules Renkin                                  | 1862-1934         |
| 20 novembre 1920   | Léon Delacroix                                | 1867-1929         |
| 11 mars 1924       | Henri Jaspar                                  | 1870-1939         |
| 2 avril 1925       | Émile Brunet                                  | 1863-1945         |
| 2 avril 1925       | Alexandre Braun                               | 1847-1935         |
| 2 avril 1925       | Charles Magnette                              | 1863-1937         |
| 13 mai 1925        | Georges Theunis                               | 1873-1966         |
| 13 mai 1925        | Fulgence Masson                               | 1854-1942         |
| 20 mai 1926        | Vicomte Prosper Poullet                       | 1871-1935         |
| 27 septembre 1926  | Louis Franck                                  | 1868-1937         |
| 13 octobre 1926    | Jean Servais                                  | 1856-1946         |
| 8 avril 1930       | Baron Émile Tibbaut                           | 1862-1935         |
| 8 avril 1930       | Édouard Anseele                               | 1856-1938         |
| 8 avril 1930       | Albert Devèze                                 | 1881-1959         |
| 6 juin 1931        | Paul-Émile Janson                             | 1872-1944         |
| 6 juin 1931        | Frans Van Cauwelaert                          | 1880-1961         |
| 22 février 1932    | Baron Maurice Houtart                         | 1866-1939         |
| 23 septembre 1932  | Jules Poncelet                                | 1869-1952         |
| 23 septembre 1932  | M.J.L.F.X. Neujean                            | 1865-1940         |
| 31 juillet 1934    | Comte Maurice Lippens                         | 1875-1956         |
| 31 juillet 1934    | Cyrille Van Overbergh                         | 1866-1959         |
| 3 septembre 1945   | Louis de Brouckère                            | 1870-1951         |
| 3 septembre 1945   | Achille Delattre                              | 1879-1964         |
| 3 septembre 1945   | Octave Dierckx                                | 1882-1955         |
| 3 septembre 1945   | Frans Fischer                                 | 1875-1949         |
| 3 septembre 1945   | Robert Gillon                                 | 1884-1972         |
| 3 septembre 1945   | Camille Gutt                                  | 1884-1971         |
| 3 septembre 1945   | Henri Heyman                                  | 1879-1958         |
| 3 septembre 1945   | Georges Hubin                                 | 1863-1945         |
| 3 septembre 1945   | Camille Huysmans                              | 1871-1968         |
| 3 septembre 1945   | Victor Maistriau                              | 1870-1961         |
| 3 septembre 1945   | Jules Joseph Merlot                           | 1886-1959         |
| 3 septembre 1945   | Comte Hubert Pierlot                          | 1883-1963         |
| 3 septembre 1945   | Eugène Soudan                                 | 1880-1960         |
| 3 septembre 1945   | Paul Tschoffen                                | 1878-1961         |
| 13 février 1946    | Baron Romain Moyersoen                        | 1870-1967         |
| 21 juillet 1948    | Henri Rolin                                   | 1891-1973         |
| 21 juillet 1948    | Vicomte Paul Van Zeeland                      | 1893-1973         |
| 21 juillet 1948    | August De Schryver                            | 1898-1991         |
| 21 juillet 1948    | Max Buset                                     | 1896-1959         |
| 24 juin 1949       | Albert-Édouard Janssen                        | 1883-1969         |
| 11 août 1949       | Paul-Henri Spaak                              | 1899-1972         |
| 24 décembre 1950   | Cassian Lohest                                | 1894-1951         |
| 23 décembre 1958   | Théo Lefèvre                                  | 1914-1973         |
| 23 décembre 1958   | Roger Motz                                    | 1904-1964         |
| 23 décembre 1958   | Paul Struye                                   | 1896-1974         |
| 23 décembre 1958   | Achille van Acker                             | 1898-1975         |
| 5 avril 1963       | Baron Paul Kronacker                          | 1897-1994         |
| 5 avril 1963       | Vicomte Gaston Eyskens                        | 1905-1988         |
| 5 avril 1963       | Léo Collard                                   | 1902-1981         |
| 5 avril 1963       | Vicomte Charles du Bus de Warnaffe            | 1894-1965         |
| 5 avril 1963       | Joseph Lemaire                                | 1882-1966         |
| 12 juillet 1966    | Joseph Pholien                                | 1884-1968         |
| 12 juillet 1966    | Baron Jean Van Houtte                         | 1907-1991         |
| 12 juillet 1966    | René Lefebvre                                 | 1893-1976         |
| 12 juillet 1966    | Antoon Spinoy                                 | 1906-1967         |
| 12 juillet 1966    | Paul-Willem Segers                            | 1900-1983         |
| 12 juillet 1966    | Pierre Vermeylen                              | 1904-1992         |
| 12 juillet 1966    | Oscar Behogne                                 | 1900-1970         |
| 12 juillet 1966    | Vicomte Omer Vanaudenhove                     | 1913-1994         |
| 12 juillet 1966    | Maurice Destenay                              | 1900-1973         |
| 12 juillet 1966    | Émile Cornez                                  | 1900-1967         |
| 15 juillet 1969    | Paul Vanden Boeynants                         | 1919-2001         |
| 15 juillet 1969    | Baron Albert Lilar                            | 1900-1976         |
| 15 juillet 1969    | Robert Houben                                 | 1905-1992         |
| 15 juillet 1969    | Léon-Éli Troclet                              | 1902-1980         |
| 15 juillet 1969    | Jos Van Eynde                                 | 1907-1992         |
| 22 février 1971    | Edmond Leburton                               | 1915-1997         |
| 23 février 1972    | Jean Rey                                      | 1902-1983         |
| 20 février 1973    | Comte Pierre Harmel                           | 1911-2009         |
| 30 mars 1973       | Louis Major                                   | 1902-1985         |
| 30 mars 1973       | Edmond Machtens                               | 1902-1978         |
| 30 mars 1973       | Pierre Descamps                               | 1916-1992         |
| 30 mars 1973       | Pierre-Auguste Cool                           | 1903-1983         |
| 18 octobre 1974    | Marguerite De Riemaecker-Legot                | 1913-1977         |
| 18 octobre 1974    | Marc-Antoine Pierson                          | 1908-1988         |
| 18 octobre 1974    | Frans Grootjans                               | 1922-1999         |
| 14 février 1977    | Raymond Scheyven                              | 1911-1987         |
| 14 février 1977    | Raoul Vreven                                  | 1900-1979         |
| 14 février 1977    | Alfons Vranckx                                | 1907-1979         |
| 14 février 1977    | Robert Henrion                                | 1915-1997         |
| 4 octobre 1978     | Jos De Saeger                                 | 1911-1998         |
| 2 décembre 1983    | Edward Leemans                                | 1926-1998         |
| 2 décembre 1983    | Jean Defraigne                                | 1929-2016         |
| 2 décembre 1983    | André Cools                                   | 1927-1991         |
| 2 décembre 1983    | Herman Vanderpoorten                          | 1922-1984         |
| 2 décembre 1983    | Willy Claes                                   | 1938-             |
| 2 décembre 1983    | Henri Simonet                                 | 1931-1995         |
| 2 décembre 1983    | Guy Spitaels                                  | 1931-2012         |
| 2 décembre 1983    | Michel Toussaint                              | 1922-2007         |
| 2 décembre 1983    | Alfred Califice                               | 1916-1999         |
| 2 décembre 1983    | Frans Van der Elst                            | 1920-1997         |
| 2 décembre 1983    | Antoinette Spaak                              | 1928-2020         |
| 2 décembre 1983    | August Vanistendael                           | 1917-2003         |
| 6 janvier 1985     | Vicomte Willy De Clercq                       | 1927-2011         |
| 6 juin 1985        | Frank Van Acker                               | 1929-1992         |
| 7 mars 1992        | Wilfried Martens                              | 1936-2013         |
| 26 mai 1992        | Leo Tindemans                                 | 1922-2014         |
| 26 mai 1992        | Renaat Van Elslande                           | 1916-2000         |
| 26 mai 1992        | Jean Gol                                      | 1942-1995         |
| 26 mai 1992        | Arthur Gilson                                 | 1915-2004         |
| 26 mai 1992        | Philippe Busquin                              | 1941-             |
| 26 mai 1992        | Paula D'Hondt-Van Opdenbosch                  | 1926-2022         |
| 26 mai 1992        | Irène Pétry                                   | 1922-2007         |
| 26 mai 1992        | Gilbert Temmerman                             | 1928-2012         |
| 26 mai 1992        | Karel Van Miert                               | 1942-2009         |
| 10 septembre 1993  | Andries Kinsbergen                            | 1926-2016         |
| 30 janvier 1995    | Frank Swaelen                                 | 1930-2007         |
| 30 janvier 1995    | Baron Charles-Ferdinand Nothomb               | 1936-2023         |
| 30 janvier 1995    | Guy Verhofstadt                               | 1953-             |
| 30 janvier 1995    | Philippe Moureaux                             | 1939-2018         |
| 30 janvier 1995    | Hugo Schiltz                                  | 1927-2006         |
| 30 janvier 1995    | Louis Tobback                                 | 1938-             |
| 30 janvier 1995    | Annemie Neyts-Uyttebroeck                     | 1944-             |
| 30 janvier 1995    | Magda Aelvoet                                 | 1944-             |
| 30 janvier 1995    | Louis Michel                                  | 1947-             |
| 30 janvier 1995    | José Daras                                    | 1947-             |
| 30 janvier 1995    | Gérard Deprez                                 | 1943-             |
| 3 juin 1998        | Herman De Croo                                | 1937-             |
| 17 juillet 1998    | Philippe Maystadt                             | 1948-2017         |
| 17 juillet 1998    | Gaston Geens                                  | 1931-2002         |
| 17 juillet 1998    | Robert Urbain                                 | 1930-2018         |
| 17 juillet 1998    | Chevalier François-Xavier de Donnea de Hamoir | 1941-             |
| 17 juillet 1998    | Antoine Duquesne                              | 1941-2010         |
| 18 novembre 1998   | Vicomte Mark Eyskens                          | 1933-             |
| 12 juillet 1999    | Jean-Luc Dehaene                              | 1940-2014         |
| 28 janvier 2002    | Elio Di Rupo                                  | 1951-             |
| 28 janvier 2002    | Freddy Willockx                               | 1947-2024         |
| 28 janvier 2002    | Raymond Langendries                           | 1943-             |
| 28 janvier 2002    | Miet Smet                                     | 1943-2024         |
| 28 janvier 2002    | Patrick Dewael                                | 1955-             |
| 28 janvier 2002    | Roger Lallemand                               | 1932-2016         |
| 28 janvier 2002    | Jos Geysels                                   | 1952-             |
| 28 janvier 2002    | Karel De Gucht                                | 1954-             |
| 28 janvier 2002    | Daniel Ducarme                                | 1954-2010         |
| 28 janvier 2002    | Jacky Morael                                  | 1959-2016         |
| 1er août 2003      | Luc Coene                                     | 1947-2017         |
| 26 janvier 2004    | Comte Herman Van Rompuy                       | 1947-             |
| 26 janvier 2004    | Jaak Gabriëls                                 | 1943-             |
| 26 janvier 2004    | Charles Picqué                                | 1948-             |
| 26 janvier 2004    | Philippe Monfils                              | 1939-             |
| 26 janvier 2004    | Comte Étienne Davignon                        | 1932-             |
| 26 janvier 2004    | Steve Stevaert                                | 1954-2015         |
| 30 janvier 2006    | Johan Vande Lanotte                           | 1955-             |
| 30 novembre 2009   | Armand De Decker                              | 1948-2019         |
| 30 novembre 2009   | Frank Vandenbroucke                           | 1955-             |
| 30 novembre 2009   | Jos Chabert                                   | 1933-2014         |
| 7 décembre 2009    | Melchior Wathelet                             | 1949-             |
| 7 décembre 2009    | André Flahaut                                 | 1955-             |
| 7 décembre 2009    | Baron Karel Poma                              | 1920-2014         |
| 7 décembre 2011    | Yves Leterme                                  | 1960-             |
| 20 juillet 2013    | Jacques van Ypersele de Strihou               | 1936-             |
| 2 novembre 2017    | Baron Franciskus (Frans) van Daele            | 1947-             |
| 31 octobre 2019    | Charles Michel                                | 1975-             |